# إيفا أولد واتسون
إيفا أولد واتسون (بالإنجليزية: Eva Auld Watson)‏ هي رسامة توضيحية ورسامة أمريكية، ولدت في 1899 في بانديرا في الولايات المتحدة، وتوفيت في 16 ديسمبر 1948 في نيويورك في الولايات المتحدة.